# Ian Hodder
Ian Hodder (Bristol, 23 novembre 1948) è un archeologo britannico, pioniere della teoria postprocessualista in archeologia che per primo ha messo radici tra i suoi studenti e nel suo lavoro tra il 1980-1990.

## Biografia
In quel periodo aveva tra i suoi studenti Henrietta Moore, Ajay Pratap, Nandini Rao, Mike Parker Pearson, Paul Lane, John Muke, Sheena Crawford, Nick Merriman, Michael Shanks e Christopher Tilley. A partire dal 2002, è Dunlevie Family Professor di Antropologia presso la Università di Stanford negli Stati Uniti.

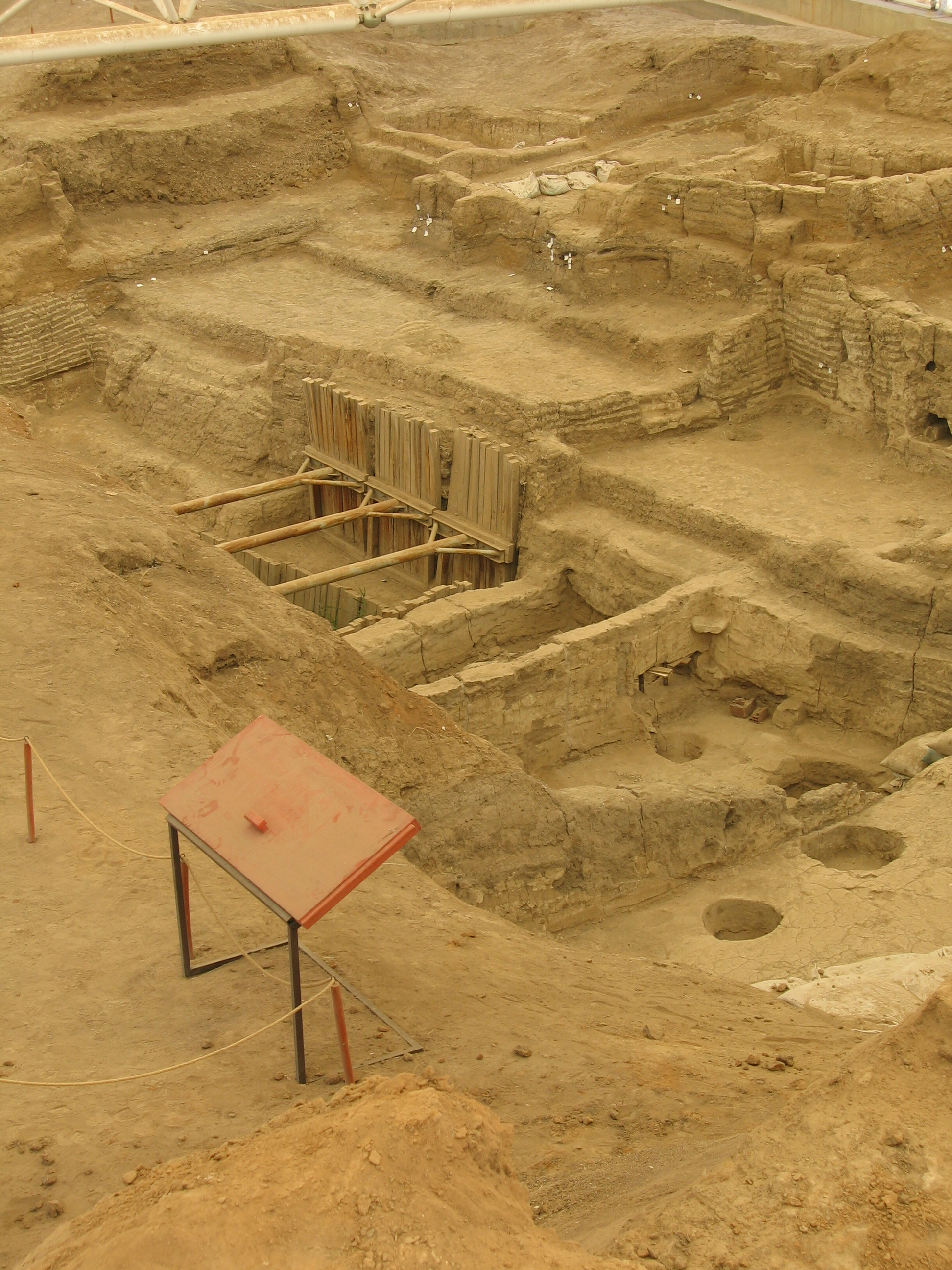
Çatalhöyük

## Pubblicazioni selezionate
- Spatial analysis in archaeology (1976, with C. Orton)
- Symbols in action. Ethnoarchaeological studies of material culture (1982)
- The Present Past. An introduction to anthropology for archaeologists (1982)
- Reading the Past. Current approaches to interpretation in archaeology (1986) (revised 1991 and, with Scott Hutson, 2003)
- The Domestication of Europe: structure and contingency in Neolithic societies (1990)
- Theory and Practice in Archaeology (1992) (Collected papers)
- On the Surface: Çatalhöyük 1993-95 (1996) As editor,  Cambridge:  McDonald Institute for Archaeological Research and British Institute of Archaeology at Ankara.  ISBN 0-9519420-3-4.
- The Archaeological Process.  An introduction (1999)
- Archaeology beyond dialogue (2004) (Collected papers)
- The Leopard's Tale: Revealing the Mysteries of Çatalhöyük (2006)
- Religion in the Emergence of Civilization. Çatalhöyük as a case study (2010)
- Entangled: An Archaeology of the Relationships between Humans and Things (2012)
- Where Are We Heading?: The Evolution of Humans and Things (2018)